# Marcel Rohner (Manager)

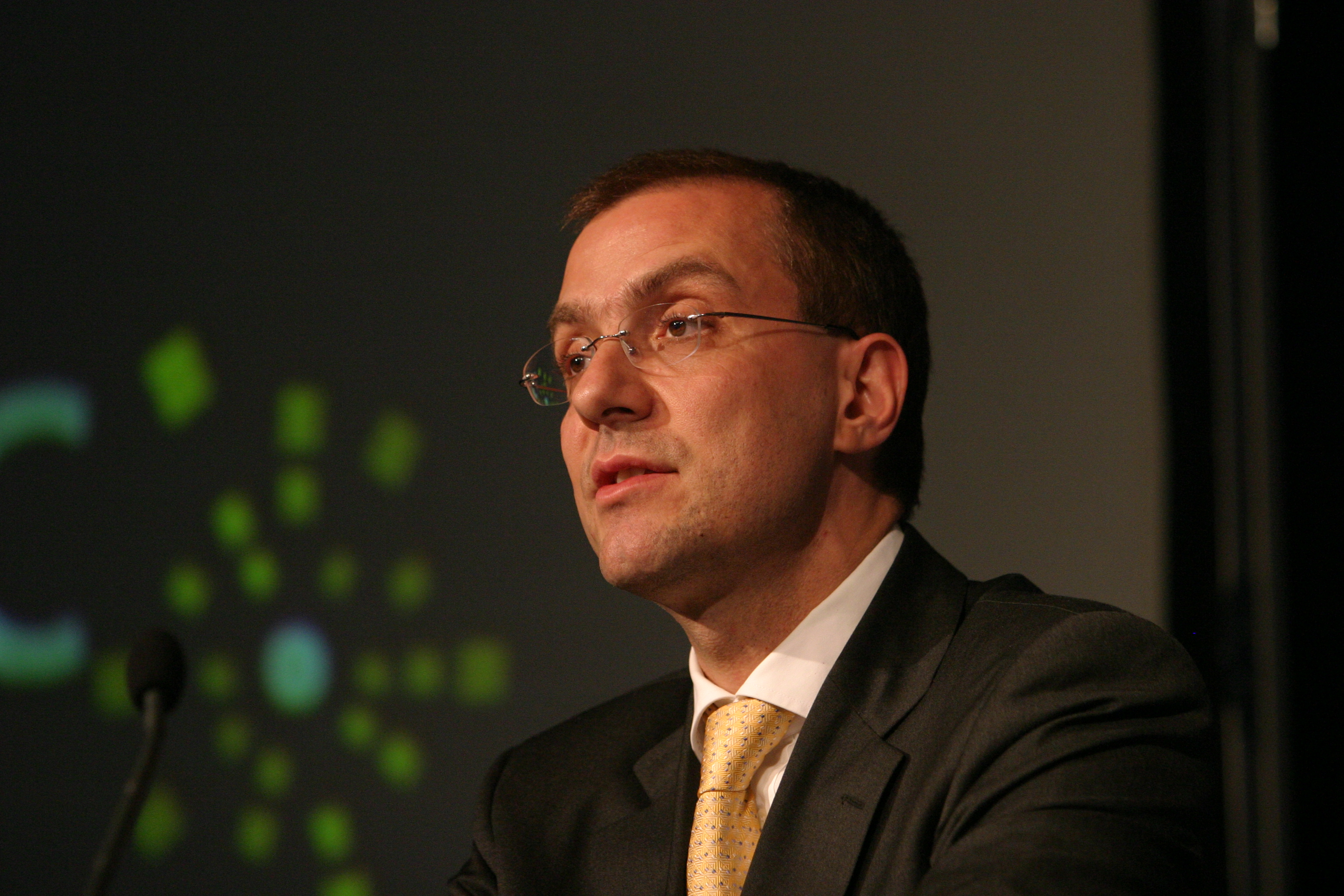
Marcel Rohner (2004)

Marcel Rohner (* 4. September 1964 in Aarau) ist ein Schweizer Bankmanager. Er war zwischen Juli 2007 und Februar 2009 Konzernleiter (Group CEO) der UBS. Seit 2016 ist er Vizepräsident der Union Bancaire Privée
(UBP SA) und seit 2021 Verwaltungsratspräsident der Schweizerischen Bankiervereinigung. Er ist seit 2021 Vizepräsident von Economiesuisse.

## Leben
Marcel Rohner studierte Wirtschaftswissenschaften an der Universität Zürich. Von 1990 bis 1992 war Rohner Assistent am Institut für Empirische Wirtschaftsforschung der Universität Zürich. 1992 wurde er dort mit einer ökonometrischen Arbeit über ein nicht-lineares Zeitreihenmodell für schweizerische Aktienrenditen promoviert.
1992 begann er seine Berufslaufbahn bei der Schweizerischen Bankgesellschaft. 1993 wechselte er zum Schweizerischen Bankverein in den Bereich Investmentbank. 1995 wurde er Leiter des Market Risk Control Europe von Warburg Dillon Read. Nach der Fusion wurde Rohner 1998 Leiter Market Risk Control von UBS und im Jahr 2000 Group Chief Risk Officer. Von dort aus ging sein Aufstieg 2001 weiter als Chief Operation Officer und stellvertretender CEO der Division Private Banking der UBS Schweiz. 2002 wurde Rohner Mitglied der Konzernleitung und übernahm die Leitung der Einheit Wealth Management & Business Banking. Im Januar 2006 wurde er zum stellvertretenden CEO ernannt.
Am 6. Juli 2007 wurde Rohner mit sofortiger Wirkung zum Nachfolger von Peter Wuffli als Konzernchef der UBS ernannt. Am 26. Februar 2009 wurde Rohner seinerseits nach seinem Rücktritt durch den ehemaligen Credit-Suisse-Konzernchef Oswald Grübel abgelöst.
Seit 2010 ist er Verwaltungsrat sowie seit Mai 2016 Vizepräsident des Verwaltungsrates der Union Bancaire Privée (UBP SA) in Genf. Seit 2012 ist er Verwaltungsrat der Helvetischen Bank in Zürich. Er ist seit 2019 Präsident der Immobiliengesellschaft Warteck Invest in Basel, Mitglied seit 2011. Von 2018 bis 2021 war er zudem Präsident der Vereinigung Schweizerischer Assetmanagement- und Vermögensverwaltungsbanken (VAV). Seit 2018 ist er Verwaltungsrat der Schweizerischen Bankiervereinigung und seit September 2021 deren Präsident. Er ist seit 2021 Vizepräsident von Economiesuisse. Er hat bei anderen Gesellschaften weitere Mandate inne.
Rohner wohnt in Aarau, ist verheiratet und hat zwei Kinder.